# مديحة المدفعي
مديحة رشيد المدفعي (- 26 نوفمبر 2019) مذيعة أخبار أردنية. وهي أول مذيعة لنشرة الأخبار في هيئة الإذاعة البريطانية بي بي سي.

## حياتها
والدها رشيد المدفعي، الذي تولى عدة مناصب وزارية في عهد الملك عبد الله الأول. تخرجت من الجامعة الأمريكية في القاهرة عام 1957 تخصص الصحافة والعلوم السياسية، كما نالت دكتوراه في العلوم السياسية أواسط الثمانينات. وقدمت بعدها برنامج «الرأي والرأي الآخر» والبرنامج الوثائقي «بانوراما».

## عملها
في عام 1957 عملت عدة أشهر في إذاعة صوت فلسطين والتي كانت تبث من القاهرة، كما عملت مديحة في الإذاعة الأردنية قبل أن تنضم مع زوجها نديم ناصر عام 1960 إلى القسم العربي في بي بي سي. وكانت أول صوت نسائي ينطلق من القسم العربي في الإذاعة حتى قبل السماح للمذيعات بذلك في الخدمة العالمية. وعملت في بداية مشوراها في برنامج المنوعات «مذيعة ربط» حيث كانت قراءة الأخبار السياسية حكرا على الرجال في كل إذاعات بي بي سي وحتى الإذاعات البريطانية، حتى نهاية الستينات حيث كان لـ حسن الكرامي دورا بإقناع مديري الإذاعة بتغيير موقفهم، وهي التي قرأت عبر أثير الإذاعة خبر عبور الجيش المصري لقناة السويس في حرب أكتوبر 1973. تقاعدت من عملها عام 2000.

## وفاتها
توفيت في العاصمة البريطانيا لندن في 26 نوفمبر 2019.